# Haile Selassie
Haile Selassie I d'Etiòpia (amhàric: ኃይለ፡ ሥላሴ) (Ejersa Goro, Hararge, 23 de juliol de 1892 - Addis Abeba, 27 d'agost de 1975) va ser el darrer emperador d'Etiòpia, governant des del 1930 fins al 1974. Amb l'ocupació italiana s'exilià a Londres i recuperà el tron amb l'ajut britànic el 1941. Acusat de corrupció i de tirania, l setembre del 1974 fou destituït en un cop d'estat d'estat pel Derg, que va establir un govern marxista-leninista i va conduir el país a una guerra civil. És reconegut també com a Déu fet home, el Senyor, entre els membres del moviment rastafari. Entre els etíops se'l va conèixer com a Janhoy, Talaqu Meri, Abba Tekel i Cuak (L'os Lancieri).

## Joventut
Nascut amb el nom de Tafari Makonnen, era fill del Ran Makonnen Woldemikael Gudessa, governador de Harar, i de la weyziro (‘dama’) Yeshimebet Ali Abajifar. Descendia de la casa imperial per línia paterna, més concretament de la seva àvia, la princesa Tenagnework Sahle Selassie, tia de l'emperador Menelik II. Entre 1916 i 1936 fou regent de l'emperadriu Zauditu, tia seva. El 1928 assumí el títol de negus per voluntat de l'emperadriu.

### Coronació
La base que donava solidesa a l'Imperi era la figura de l'Emperador, personatge absolutament central, i gairebé única de la política etíop, tant en les relacions exteriors, com en els assumptes del mateix país. Després de la mort de l'emperadriu va ser proclamat i coronat Neguse Negest ze-'Ityopp'ya ("Rei de Reis d'Etiòpia") el 2 de novembre de 1930 en un acte a què van assistir representants de 12 països estrangers, incloent-hi el príncep Enric, duc de Gloucester (fill de Jordi V i germà d'Eduard VIII i Jordi VI) i al mariscal francès Franchet d'Esperey.
En la coronació del Negusa Nagast (Rei de Reis) el 1930, ras Tafari va esdevenir el nou senyor dels etíops amb el nom de Haile Selassie (La força de la Trinitat). Formava part d'un llinatge monàrquic d'origen Bíblic, ja que l'Emperador es considerava descendent directe de Salomó d'Israel i de la reina de Sabà. El lema publicitari de l'Imperi amhara: “Etiòpia, un país amb tres mil anys d'història”. Els etíops estaven orgullosos de tenir un governador que procedís d'una nissaga tan important, per això, tots els poders havien d'atendre’s només a la seva voluntat. La font de tot el poder no sortia de l'estat ni de cap altra institució que no fos el Nobilíssim Senyor en persona. Ell concentrava tot el poder de l'Imperi.

## Emperador

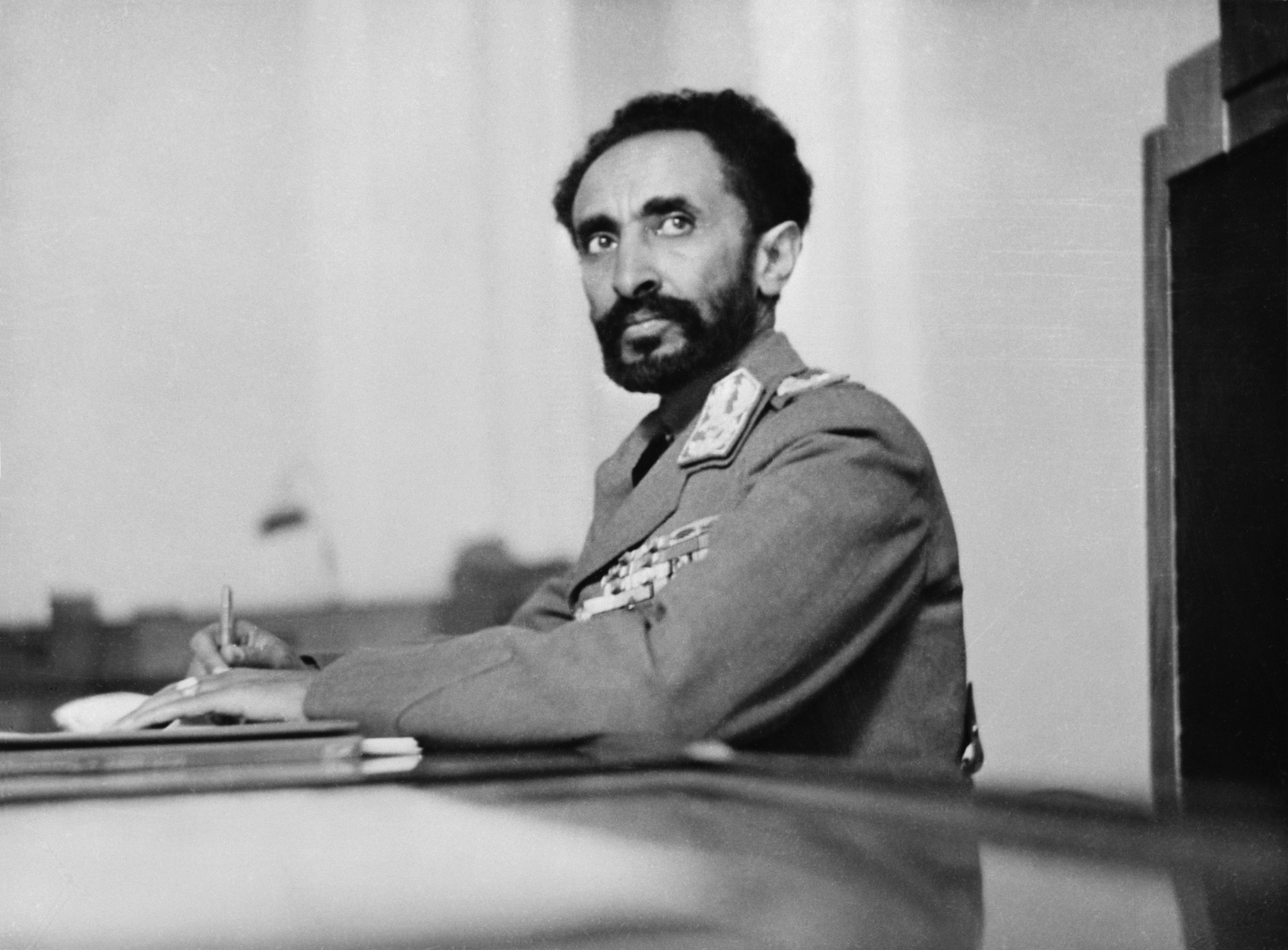
Haile Selassie al seu palau

Haile Selassie era convincent, tenia un encant natural, i parlava molt bé. Això no fou un afegit, sinó que era fonamental en la seva tasca com a governant, ja que, gràcies a això, l'Emperador no era qüestionat, en part perquè quan s'havia de pronunciar sobre algun fet, ho feia amb paraules "ambigües i poc clares. L'habilitat del monarca en aquests casos era admirable". És als ministres a qui pertocava córrer el risc d'equivocar-se en les seves interpretacions. L'emperador era invulnerable.
Obtingué l'ingrés d'Etiòpia a la Societat de Nacions en 1923, abolí l'esclavitud en 1924, promulgà una constitució que li atribuïa tots els poders de l'estat (1931) i signà acords que desplegaren el govern italià, el qual ocupà el país en 1935. Modernitzà les estructures legals i encoratjà el panafricanisme.

### Personalitat
La gent estava segura que complia l'encàrrec que havia rebut de la divinitat, i per això l'aurèola mitològica que portava el feia inaccessible. No obstant tenia certa aparència d'accessibilitat i de distribuïdor dels recursos. La gent tenia la possibilitat –rarament utilitzada per altra banda- de demanar ajut econòmic i suport moral a l'emperador en els problemes. "Li agradava permetre que les persones senzilles se li acostessin, conèixer les seves penes, consolar-los amb promeses".
De vegades era ell mateix el que anava a veure la gent del seu poble, observant dins el marc de cartró que havien fet construir els seus ministres per amagar la precarietat dels habitatges, els crits de festa dels seus fans i les seves corredisses al darrere del seu ídol. Se celebrava la remota possibilitat que el Bondadós Senyor es fixés amb la seva cara, i l'incorporés així al palau. Aquesta era la màxima aspiració etíop. "No és veritat que ell mateix havia hagut d'exhibir el seu rostre per arribar a ser successor al tron a l'edat de només 24 anys? I la competència que va tenir!". Per això la visita del Rei de Reis era un regal aparent per a la gent del territori, i a més permetia augmentar la seva submissió i facilitava que no es critiqués cap de les seves paraules.

### Estil de govern
Al palau l'estabilitat té un mecanisme singular que té la desconfiança com a motor, tot i que al davant de l'Emperador només es permet l'aparença de lleialtat. "Allà les preguntes només es podien fer de dalt a baix". D'aquesta manera ningú podia intentar proposar millores, ja que hauria estat acusat de revolucionari. Per altra banda, l'únic subjecte imprescindible era l'Elegit del Senyor, tots els altres eren prescindibles. "Al palau no hi havia cap oficina de personal, cap carpeta ni imprès. Tot ho portava l'Emperador al cap". A més tothom havia d'estar a la disposició d'escoltar els encàrrecs de Selassie. "Una estada massa llarga a l'estranger podia acabar amb la pèrdua de la cadira".
El palau "sempre havia estat inaccessible, inabastable, impenetrable, incomprensible i com situat en un altre planeta". La gent acceptava la desigualtat que hi havia entre la cort i la gent del carrer, hi havia una desigualtat institucionalitzada, acceptada per alguns i tolerada pels altres, que era símptoma que les bases de l'Imperi seguien intocables: si l'Emperador estava ple de vitalitat, el país funcionava. I si la gent no cobrava per les hores que treballava, si es morien persones de l'altra banda de l'Imperi o a les escales mateix del palau, era simplement un fet que demostrava la superioritat de l'Emperador. El respecte que l'Emperador va aconseguir relacionar a la seva figura fou immens. A més les possessions de l'Emperador eren les de l'Imperi, els seus negocis eren els negocis, els seus diners eren els diners de l'Estat.
El 1936 va ser expulsat del seu país pels invasors italians en acabar la Segona Guerra Italianoetíop, i es va reinstal·lar a Anglaterra, a la ciutat de Bath.
Amb el suport del Regne Unit va aconseguir recuperar el seu tron el 1941. Quan l'Emperador després de l'estada de quatre anys dels italians governant el país va aparèixer davant el seu poble, va rebre una gran acollida, "semblava que hagués ressuscitat". Els ciutadans consideraven que s'havia restablert el vertader poder etíop, l'única força antiga capaç de portar a la pràctica la transició cap a un estat modern. Fins i tot vint anys després, els seus adversaris com Germame podien odiar-lo, però "en el fons l'admiraven. Hi havia alguna cosa en ell que atreia als altres. Una fe ardent, el do de convèncer, el valor, la resolució, la intel·ligència. Gràcies a aquests trets, la seva personalitat destacava sobre el fons gris de la massa servil i poruga de conformistes i aduladors que omplien el palau".
El 13 de desembre de 1960, mentre Haile Selassie estava de visita al Brasil, Germame Neway va donar un cop d'estat sense èxit, proclamant breument el fill gran de Haile Selassie, Asfa Wossen, com a emperador. L'exèrcit regular i les forces policials van aixafar el cop d'estat. L'intent de cop d'estat va tenir suport entre els estudiants i les classes educades però no va comptar amb un ampli suport popular, va ser denunciat per l'Església Ortodoxa Etíop i va ser impopular entre l'exèrcit, la força aèria i la policia. El cop d'estat fou un moment crucial de la història etíop, el punt en què els etíops per primera vegada van qüestionar el poder del rei per governar sense el consentiment del poble. Els estudiants van començar a empatitzar amb la pagesia i els pobres. El cop va impulsar Haile Selassie a accelerar les reformes, que es van manifestar en forma de concessió de terres a funcionaris militars i policials.

### Derrocament
Vers el 1974 Etiòpia travessava una profunda crisi social i política, provocada per una severa fam i per les derrotes militars a mans dels rebels d'Eritrea, generant un gran descontentament popular, promogut principalement pel Partit Revolucionari del Poble Etíop (PRPE) i pel Moviment Socialista Panetíop (MEISON), considerats pro-xinès i prosoviètic.
El 1974 va ser deposat per un altre cop d'estat marxista, aquesta vegada reeixit per part de Mengistu Haile Mariam. El seu derrocament fou molt complicat, es va fer de mica en mica perquè la gent no es rebel·lés contra la revolució. L'enderrocament del Negus només es va materialitzar quan ja s'havia procedit a la desconstrucció del mite imperial. Una persona propera a l'Emperador explicava que "vam ser víctimes d'un complot diabòlic. Si no hagués estat així, el palau s'hauria mantingut mil anys més, perquè no n'hi ha cap que caigui per si mateix". Difícilment hauria sortit de dins Etiòpia mateixa una ideologia capaç de derrocar un imperi més o menys estable que funcionava dins els seus paràmetres, almenys abans de l'inici del que els etíops anomenen "mania del desenvolupament". La modernització portà les universitats i els periodistes a l'Imperi, el que fomentà la crítica per part dels estrangers. És aquí quan el sistema etíop entrà en decadència, i s'impulsà la substitució d'un sistema de 3000 anys per un sistema de menys història però que es presentava com l'únic sistema modern vàlid.
El 27 d'agost de 1975 el deposat negus d'Etiòpia, Haile Selassie, moria en circumstàncies no aclarides a l'edat de 83 anys. Oficialment es va declarar que la mort es va deure a complicacions després d'una operació a la pròstata. Tanmateix, els seus partidaris assenyalen que va ser assassinat per ordre de Mengistu.

## El culte rastafari
Marcus Garvey, puntal del moviment Back to Africa, defensava que els descendents dels esclaus només serien lliures si tornaven al continent negre i construïen una nació, va ajudar a crear el rastafarisme, una nova visió del món. Van començar a adorar Haile Selassie en tenir notícia de la coronació de l'emperador Haile Selassie, publicada en portada a la revista 'Time', envoltat de dignataris i membres de la reialesa d’arreu del món, creient que la profecia que un rei negre, el Messies, seria coronat, i Etiòpia, la Terra Promesa. El 21 d'abril de 1966 va visitar l'illa i va ser rebut per milers de rastes. Més tard el famós músic Bob Marley va afirmar que era Déu a la terra, difonent, a una major audiència, la teoria de la seva divinitat fins a la seva mort el 1981. Des de llavors el moviment rastafari continua creixent lentament, i és ben conegut a gairebé tot el món. S'estima que hi ha un milió de rastes al món.